# 五力田
五力田（ごりきだ）は、神奈川県川崎市麻生区の地名。1982年（昭和57年）7月1日に住居表示が施行された町丁としての五力田一丁目から三丁目と、2012年（平成24年）4月9日現在で住居表示が施行されていない、大字としての五力田が併存している。面積は45.16 ha。

## 地理
多摩丘陵の北部、麻生区の中央部に位置する。南部を小田急多摩線が通過し、五力田一丁目から三丁目は同線の五月台駅を中心とした住宅地となっている。一方、北部の五力田は市街化調整区域に指定されていることもあり、雑木林や農地などが景観を占めている。
五力田は北端で古沢や東京都稲城市の平尾と、南端で片平と、西端で白鳥と接する（特記のない町域は神奈川県川崎市麻生区）。

### 地価
住宅地の地価は、2025年（令和7年）1月1日の公示地価によれば、五力田1丁目18-6の地点で22万6000円/m²となっている。

## 歴史
当地からは縄文時代の遺跡が発掘されているが、当地について文書に残るのは、時代が下った1559年（永禄2年）の「小田原衆所領役帳」となる。ただし、同時点での当地は片平郷の一部となっていた。そして、片平郷の1594年（文禄3年）と、片平村の1599年（慶長4年）の検地帳が残っているが、五力田の土地については前者にしか記録がないことから、この5年の間に五力田が1村として分立したものと考えられている。
江戸時代の当地は初期には天領であったが、1624年（寛永元年）には旗本の朝倉氏領となり、幕末に至った。農地としては田・畑が半々であり、村高は、正保年間の「武蔵田園簿」、そして「元禄郷帳」では39石8斗あまり、「天保郷帳」で71石7斗あまり、幕末の「旧高旧領取調帳」では79石2斗あまりというように推移しており、現在の川崎市内にあった村では最少の石高であった。賦役として、甲州街道上にある布田五宿の助郷を務めていた。また、上述のように片平村から分立したこともあり、明暦期にも同村との入会地が残るなど、関係は深かったとみられる。
明治以降も当地は農村として推移していたが、大正時代には養蚕が、戦後には野菜栽培が盛んとなるなど生産されるものは変化していった。都市計画法に基づいて1970年（昭和45年）に行われた線引きでは、当地は市街化調整区域となったが、その後の土地区画整理事業に合わせて、一部が市街化区域へと編入されていった。すなわち、小田急多摩線の建設に合わせて柿生第一・第二の各土地区画整理事業が行われ、それぞれ五力田一丁目から三丁目、白鳥一丁目から三丁目の各一部となっている。
開発と駅の開設に当たり、五力田は語呂が悪いとして字面の似た「五月台」と命名されたが、正式町名にはならず、駅だけが五月台駅を称している。

### 地名の由来
由来は不明であるが、地元には二説が伝わっている。
- 五人力の男が当地を開拓した。
- 五人ほどの農民が協力して開拓した。

なお、江戸時代には「伍力田」とも表記された。

### 沿革
- 1559年（永禄2年）- 「小田原衆所領役帳」に、「小机片平郷」の一部として当地が記載される。
- 1590年（天正18年）- 天領となる。
- 1624年（寛永元年）- 旗本の朝倉氏領となる。
- 1702年（元禄15年）- 布田五宿の助郷村となる[12]。
- 1855年（安政2年）- 安政の大地震。当地でも2軒が全壊となる[12]。
- 1868年（明治元年）- 明治維新。当地は神奈川県所属となる。
- 1874年（明治7年）- 大区小区制により、当地は第6大区第8小区となる[12]。
- 1889年（明治22年）- 町村制の施行により柿生村が成立し、五力田はその大字となる。
- 1918年（大正7年）- 古沢・五力田養蚕組合が結成される[12]。
- 1939年（昭和14年）- 柿生村が川崎市に編入される。川崎市五力田となる。
- 1972年（昭和47年）- 小田急多摩線の建設、柿生第一土地区画整理事業がスタート[12]。川崎市が政令指定都市に移行し、当地は川崎市多摩区五力田となる。
- 1974年（昭和49年）- 小田急多摩線が開通し、五月台駅が開業。
- 1976年（昭和51年）- 一部が白鳥1丁目～3丁目の一部となる[12]。
- 1982年（昭和57年）- 多摩区から麻生区が分立（当地は麻生区に属する）。同時に一部で住居表示が行われ[12]、五力田1丁目～3丁目、片平1～5丁目の各一部となる[6]。
- 2002年（平成14年）- 一部が白鳥4丁目として分立する[12]。

## 世帯数と人口
2025年（令和7年）6月30日現在（川崎市発表）の世帯数と人口は以下の通りである。
| 大字・丁目  | 世帯数    | 人口    |
| ----------- | --------- | ------- |
| 五力田      | 86世帯    | 152人   |
| 五力田1丁目 | 410世帯   | 948人   |
| 五力田2丁目 | 606世帯   | 1,220人 |
| 五力田3丁目 | 506世帯   | 1,027人 |
| 計          | 1,608世帯 | 3,347人 |

### 人口の変遷
国勢調査による人口の推移。
| 年                 | 人口  |
| ------------------ | ----- |
| 1995年（平成7年）  | 1,867 |
| 2000年（平成12年） | 2,629 |
| 2005年（平成17年） | 2,723 |
| 2010年（平成22年） | 2,948 |
| 2015年（平成27年） | 2,970 |
| 2020年（令和2年）  | 3,120 |

### 世帯数の変遷
国勢調査による世帯数の推移。
| 年                 | 世帯数 |
| ------------------ | ------ |
| 1995年（平成7年）  | 713    |
| 2000年（平成12年） | 968    |
| 2005年（平成17年） | 999    |
| 2010年（平成22年） | 1,158  |
| 2015年（平成27年） | 1,179  |
| 2020年（令和2年）  | 1,339  |

## 学区
市立小・中学校に通う場合、学区は以下の通りとなる（2021年12月時点）。
| 大字・丁目   | 番地 | 小学校             | 中学校             |
| ------------ | ---- | ------------------ | ------------------ |
| 五力田       | 全域 | 川崎市立片平小学校 | 川崎市立白鳥中学校 |
| 五力田一丁目 | 全域 | 川崎市立片平小学校 | 川崎市立白鳥中学校 |
| 五力田二丁目 | 全域 | 川崎市立片平小学校 | 川崎市立白鳥中学校 |
| 五力田三丁目 | 全域 | 川崎市立片平小学校 | 川崎市立白鳥中学校 |

## 事業所
2021年（令和3年）現在の経済センサス調査による事業所数と従業員数は以下の通りである。
| 大字・丁目  | 事業所数 | 従業員数 |
| ----------- | -------- | -------- |
| 五力田      | 4事業所  | 17人     |
| 五力田1丁目 | 8事業所  | 70人     |
| 五力田2丁目 | 32事業所 | 336人    |
| 五力田3丁目 | 7事業所  | 62人     |
| 計          | 51事業所 | 485人    |

### 事業者数の変遷
経済センサスによる事業所数の推移。
| 年                 | 事業者数 |
| ------------------ | -------- |
| 2016年（平成28年） | 41       |
| 2021年（令和3年）  | 51       |

### 従業員数の変遷
経済センサスによる従業員数の推移。
| 年                 | 従業員数 |
| ------------------ | -------- |
| 2016年（平成28年） | 464      |
| 2021年（令和3年）  | 485      |

## 交通

### 鉄道
小田急多摩線が通り、五月台駅が所在する。

## 施設
- 小田急マルシェ
- 川崎市柿生学園（障害者の支援施設）

## その他

### 日本郵便
- 郵便番号 : 215-0025[3]（集配局：麻生郵便局[27]）。

### 警察
町内の警察の管轄区域は以下の通りである。
| 大字・丁目  | 番・番地等 | 警察署     | 交番・駐在所 |
| ----------- | ---------- | ---------- | ------------ |
| 五力田      | 全域       | 麻生警察署 | 栗平駅前交番 |
| 五力田1丁目 | 全域       | 麻生警察署 | 栗平駅前交番 |
| 五力田2丁目 | 全域       | 麻生警察署 | 栗平駅前交番 |
| 五力田3丁目 | 全域       | 麻生警察署 | 栗平駅前交番 |

### 遺跡
- 平尾十三塚 - 稲城市平尾との境にある塚。